# Nemčice
Cet article possède un paronyme, voir Němčice.
Nemčice (allemand : Nemtschitz bei Topoltschan, hongrois : Nyitranémeti) est un village de Slovaquie situé dans la région de Nitra.

## Histoire
Première mention écrite du village en 1156.

## Démographie

### Évolution de la population
| Année:               | 1994. | 2004. | 2014.   | 2024.   |
| -------------------- | ----- | ----- | ------- | ------- |
| Nombre de personnes: | 0     | 938   | 980     | 942     |
| Différence:          |       | –     | +4,47 % | -3,87 % |

| Année:               | 2023. | 2024.   |
| -------------------- | ----- | ------- |
| Nombre de personnes: | 943   | 942     |
| Différence:          |       | -0,10 % |